# Sorbus franconica
Sorbus franconica är en rosväxtart som beskrevs av Joseph Friedrich Nicolaus Bornmüller, Düll. Sorbus franconica ingår i släktet oxlar, och familjen rosväxter. Inga underarter finns listade i Catalogue of Life.

## Bildgalleri

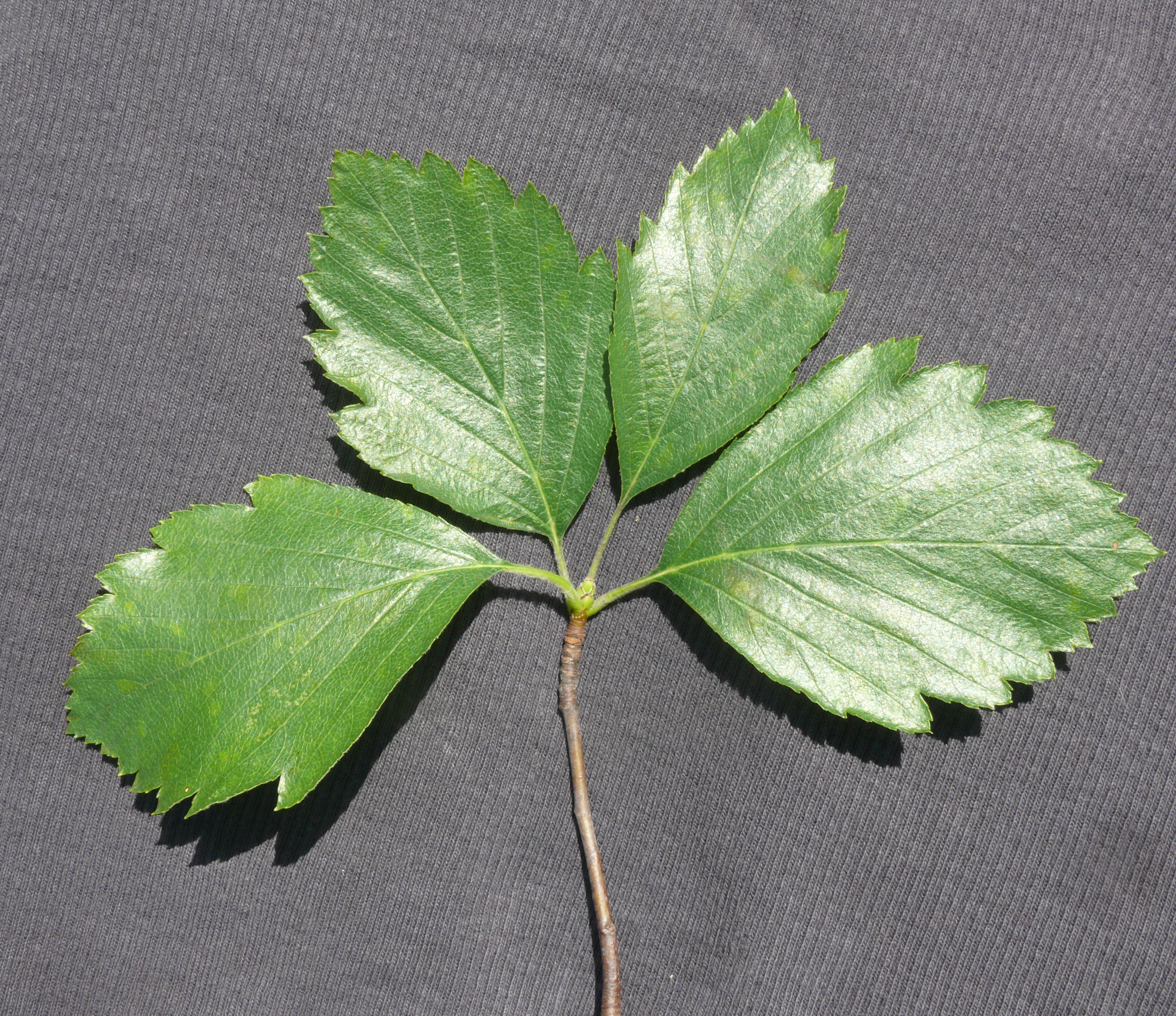
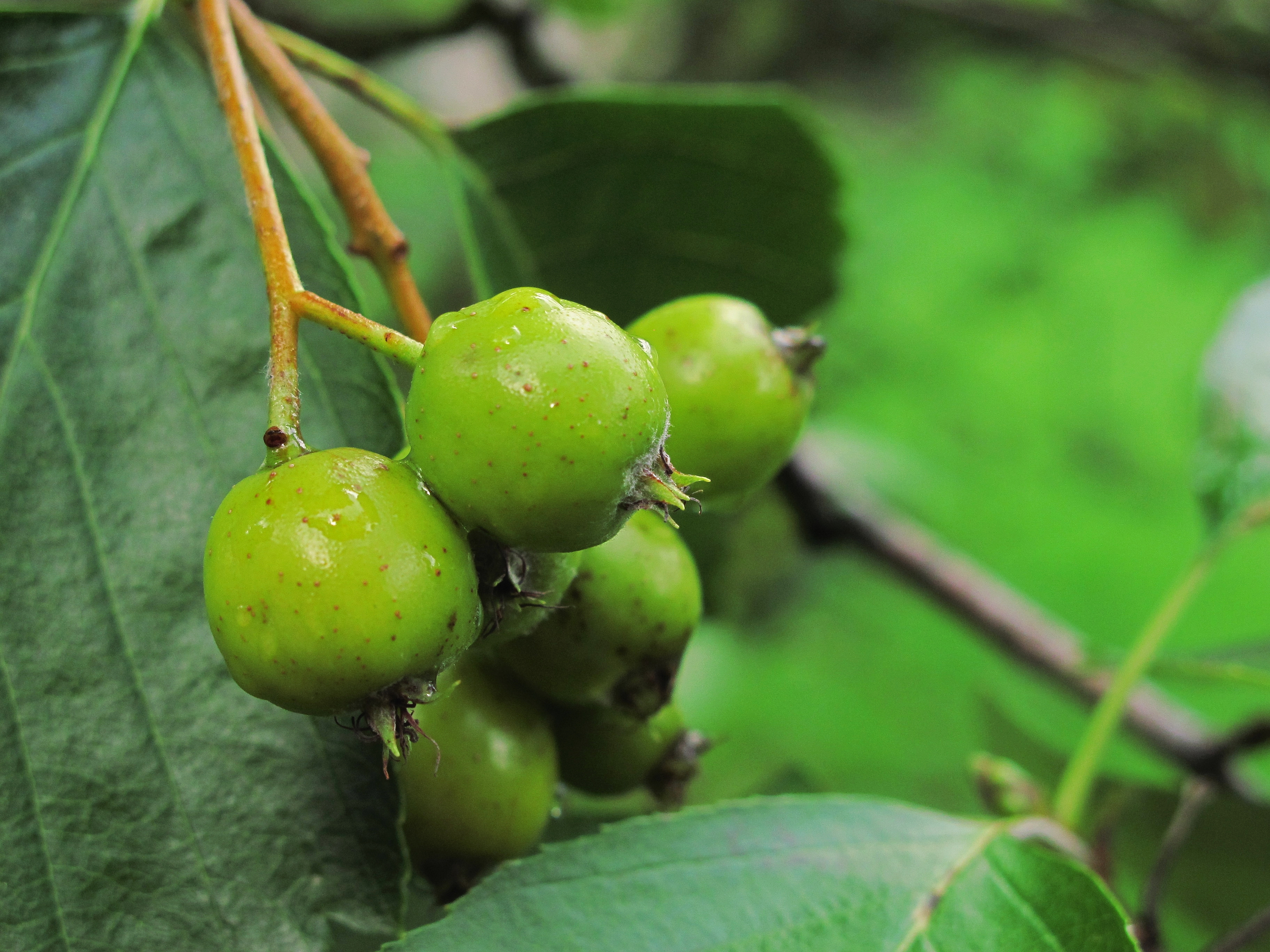
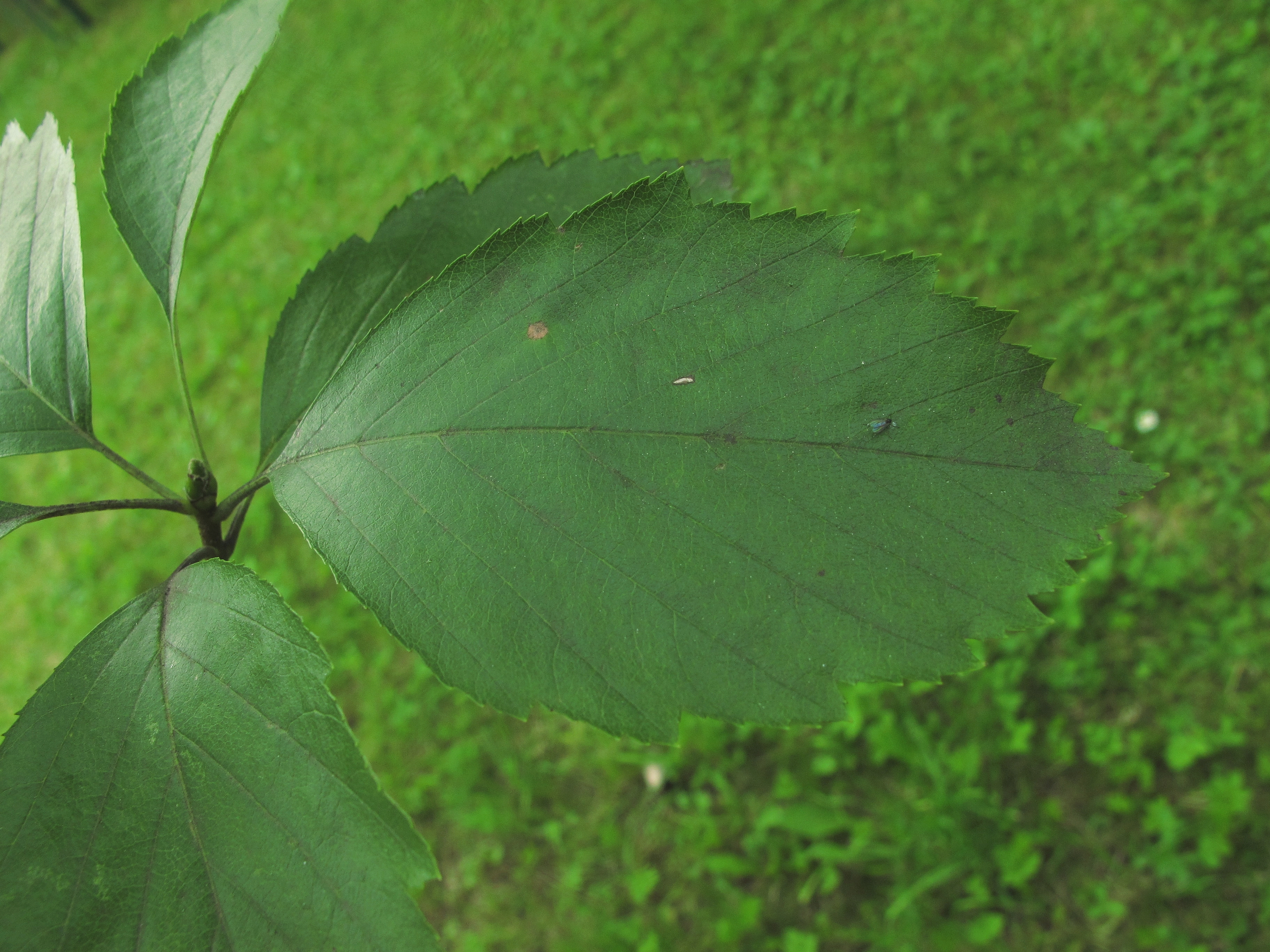